# Sumpelritsa
Sumpelritsa, (Phoxinus percnurus), är en karpfisk som finns i stillastående sötvatten i östra Europa och Asien. Den är större än en elritsa, och med öringliknande teckning.

## Utseende
En avlång, kraftigt byggd karpfisk som påminner om en elritsa som ung, men som senare får blekt gulbruna sidor med flera mörka, oregelbundna fläckar, mörkbrun ovansida och ljus buk. Bröst-, buk- och analfenorna är röda. Som mest kan den bli 18,5 centimeter lång och väga 100 gram, även om den sällan blir mer än hälften så lång.

## Vanor
Sumpelritsan lever i stim om 20 till 80 individer i mindre sjöar eller grunda, isolerade delar av större sådana (som bukter), träsk och dammar med mer eller mindre stillastående, grumligt vatten, riklig växtlighet och ler- eller dybotten. I nordliga delar av utbredningsområdet blir de inaktiva under vintern när temperaturen närmar sig 0°C. Det är en tålig fisk som klarar av låga syrekoncentrationer. Födan består av mindre kräftdjur och bottenlevande djur.

### Fortplantning
Arten blir könsmogen vid 2 till 3 års ålder motsvarande 40 mm kroppslängd. Lektiden infaller i maj till juli vid en vattentemperatur på 7 till 9°C, då honan lägger 3 till 4 grupper av klibbiga ägg bland vattenväxter. Äggen kläcks efter 10 till 15 dygn.

## Utbredning
Utbredningsområdet omfattar sjöar i Oders, Wisłas, Dneprs och Volgas flodsystem, arktiska issjöar i norra Norra Dvinas till Kolymafloden samt fram till Stilla havet (Amur, Korea och Japan). Den har dessutom inplanterats i Pofloden i Italien.

## Status
Sumpelritsan har klassificerats som livskraftig ("LC") av IUCN. Den är allmänt förekommande, och inga hot är kända.